# Xã Egeland, Quận Day, South Dakota
Xã Egeland (tiếng Anh: Egeland Township) là một xã thuộc quận Day, tiểu bang Nam Dakota, Hoa Kỳ. Năm 2010, dân số của xã này là 90 người.